# Jens Odgaard
Jens Odgaard (Hillerød, 31 maart 1999) is een Deens voetballer die doorgaans als aanvaller speelt. Hij verruilde US Sassuolo in juni 2022 voor AZ.

## Clubcarrière

### Lyngby FC
Odgaard is afkomstig uit de jeugd van Lyngby BK. Daarvoor debuteerde hij op 17 april 2016 in het eerste elftal, in de 1. division tegen Næstved BK. Hij werd kampioen met Lyngby BK, dat naar de Superligaen promoveerde. Op 24 juli 2016 debuteerde hij op het hoogste niveau, tegen Odense BK.

### Internazionale
Op 5 juli 2017 werd Odgaard overgenomen door Internazionale, waar hij voor het onder 19-elftal uitkwam. Hij kwam in zijn enige seizoen voor het jeugdteam van Inter tot vijftien goals in 29 wedstrijden. 

### Sassuolo
Op 30 juli 2018 werd Odgaard verkocht aan Sassuolo, hoewel Inter een optie had om hem terug te kopen. Op 24 februari 2019 maakte hij zijn debuut voor Sassuolo. Hij viel tegen SPAL een kwartier voor het einde in voor Alessandro Matri. Dat bleek later zijn enige wedstrijd voor de Italiaanse club.

### SC Heerenveen
Op 22 juni 2019 maakte Sc Heerenveen bekend dat het Odgaard voor een jaar zou huren van Sassuolo. Op 4 augustus maakte hij tegen Heracles Almelo (4-0 overwinning) zijn debuut voor de Friezen. Op 31 augustus scoorde hij in het 1-1 gelijkspel tegen Fortuna Sittard zijn eerste goal voor de club. Hij eindigde op 7 goals en één assist in 28 wedstrijden dat seizoen voor Heerenveen.

### RKC Waalwijk
Nadat hij in het seizoen 2020/21 tweemaal zonder succes werd verhuurd aan FC Lugano (zes wedstrijden, nul goals) en Pescara (negentien wedstrijden, één goal), keerde hij terug op de Nederlandse velden. Op 24 juli 2021 werd bekend dat RKC Waalwijk de Deen voor een jaar zou huren. Op 14 augustus 2021 maakte hij tegen toekomstig werkgever AZ zijn debuut en een week later scoorde hij tegen zijn voormalig werkgever Heerenveen zijn eerste doelpunt voor RKC. Hij vormde dat seizoen een gevaarlijk spitsenduo met Michiel Kramer en was goed voor acht doelpunten en zes assists in de Eredivisie. Bovendien scoorde hij op 18 januari in de derde ronde van de KNVB-Beker tegen ADO Den Haag een hattrick in een 4-2 overwinning. 

### AZ
Op 24 juni 2022 legde AZ 4,1 miljoen euro op tafel om Odgaard los te weken bij Sassuolo. Hij kreeg bij AZ rugnummer 7. Op 21 juli maakte hij in de UEFA Conference League-kwalificatiewedstrijd tegen FK Tuzla City zijn debuut voor AZ. Hij scoorde op 1 september tegen N.E.C. (1-1) zijn eerste goal, waarna hij ook in de drie daaropvolgende Eredivisiewedstrijden scoorde. Door blessureleed van Vangelis Pavlidis speelde Odgaard in de eerste seizoenshelft vooral als spits. In de laatste wedstrijd voor de WK-break, een 1-0 overwinning op PSV, speelde AZ voor het eerst met haar gedroomde voorhoede, met Jesper Karlsson op links, Pavlidis als spits en Odgaard als rechtsbuiten.
Op 1 februari 2024 keerde Odgaard terug naar Italië en werd hij uitgeleend aan Bologna FC 1909, dat tevens een optie  tot koop bedong. Tien dagen later was de spits in zijn debuutwedstrijd tegen Lecce (4-0 winst) gelijk trefzeker.

## Clubstatistieken
| Seizoen | Club            | Competitie   | Competitie | Competitie | Beker | Beker | Internationaal | Internationaal | Totaal | Totaal |
| Seizoen | Club            | Competitie   | Wed.       | Dlp.       | Wed.  | Dlp.  | Wed.           | Dlp.           | Wed.   | Dlp.   |
| ------- | --------------- | ------------ | ---------- | ---------- | ----- | ----- | -------------- | -------------- | ------ | ------ |
| 2015/16 | Lyngby BK       | 1. division  | 2          | 0          | 1     | 1     | –              | –              | 3      | 1      |
| 2016/17 | Lyngby BK       | Superligaen  | 16         | 3          | 0     | 0     | –              | –              | 16     | 3      |
| 2017/18 | Internazionale  | Serie A      | 0          | 0          | 0     | 0     | –              | –              | 0      | 0      |
| 2018/19 | US Sassuolo     | Serie A      | 1          | 0          | 0     | 0     | –              | –              | 1      | 0      |
| 2019/20 | → sc Heerenveen | Eredivisie   | 24         | 7          | 3     | 0     | –              | –              | 27     | 7      |
| 2020/21 | → FC Lugano     | Super League | 6          | 0          | 0     | 0     | –              | –              | 6      | 0      |
| 2020/21 | → Pescara       | Serie B      | 19         | 1          | 0     | 0     | –              | –              | 19     | 1      |
| 2021/22 | → RKC Waalwijk  | Eredivisie   | 30         | 8          | 3     | 3     | –              | –              | 33     | 11     |
| 2022/23 | AZ              | Eredivisie   | 29         | 9          | 2     | 1     | 14             | 2              | 45     | 12     |
| 2023/24 | AZ              | Eredivisie   | 17         | 1          | 2     | 1     | 7              | 0              | 26     | 2      |
| 2023/24 | → Bologna       | Serie A      | 10         | 2          | 0     | 0     | –              | –              | 10     | 2      |
| 2024/25 | Bologna         | Serie A      | 17         | 3          | 0     | 0     | 3              | 0              | 20     | 3      |
| Totaal  | Totaal          | Totaal       | 154        | 33         | 9     | 5     | 17             | 2              | 180    | 41     |

Bijgewerkt op 16 januari 2025.

## Interlandcarrière
Odgaard maakte deel uit van alle Deense nationale jeugdelftallen vanaf Denemarken –16. Hij nam met Denemarken –17 deel aan het EK –17 van 2016.
1 Skorupski ·
2 Holm ·
3 Posch ·
5 Erlić ·
6 Moro ·
7 Orsolini ·
8 Freuler ·
9 Castro ·
10 Karlsson ·
11 Ndoye ·
14 Iling-Junior ·
15 Casale ·
16 Corazza ·
17 El Azzouzi ·
18 Pobega ·
19 Ferguson  ·
20 Aebischer ·
21 Odgaard ·
22 Lykogiannis ·
23 Bagnolini ·
24 Dallinga ·
26 Lucumí ·
28 Cambiaghi ·
29 De Silvestri ·
30 Domínguez ·
31 Beukema ·
33 Miranda ·
34 Ravaglia ·
80 Fabbian ·
82 Urbański ·
Coach: Italiano